# Пјудицо (Леко)
Пјудицо је насеље у Италији у округу Леко, региону Ломбардија.
Према процени из 2011. у насељу је живело 46 становника. Насеље се налази на надморској висини од 480 м.